# Alireza Beiranvand
Alireza Safar Beiranvand (persan : علیرضا بیرانوند), né le 21 septembre 1992 à Sarāb-e Yās (en) dans la province du Lorestan en Iran, est un footballeur international iranien d'origine kurde, qui évolue au poste de gardien de but. Il joue actuellement au Tractor SC.
En 2017, il est devenu le premier iranien à être nommé pour un prix individuel lors des The Best FIFA Football Awards.

## Biographie

### Jeunesse
Beiranvand est né à Sarāb-e Yās (en), un petit village au sud de Khorramabad dans la province du Lorestan et a grandi dans une famille de Laki nomades. Lors de plusieurs interviews, Beiranvand se définit comme un Laki kurde . Lorsqu'il était adolescent, il a fui le domicile familial et s'est installé à Téhéran afin d'y réaliser son rêve de devenir un jour footballeur professionnel. Après son arrivée, il vécut comme un sans-abri, dormant dans la rue pendant un certain temps.

### Carrière

#### En club

##### Débuts au Naft Téhéran (2011 - 2016)
Beiranvand joue pour le Naft Téhéran depuis 2011 et a fait ses débuts avec le club le 25 octobre de la même année lors d'une rencontre de seizième de finale de la Coupe d'Iran contre le Damash (en), qui s'est soldé par un match nul 1-1 puis par une défaite lors de la séance de tirs au but. À cette époque, il était déjà pisté par le Persépolis, mais le président du Naft, Mansour Ghanbarzadeh, refusait de le laisser partir. Lors de la saison 2013-2014, il devient le gardien titulaire du club en championnat et conduit le Naft à une troisième place qui lui permet de se qualifier en Ligue des Champions pour la première fois de son histoire grâce aux barrages. Au cours de la saison, le 23 mars 2014, il prolonge son contrat avec le Naft jusqu'en 2019. 
Lors de la saison suivante, il se fait remarquer en délivrant une passe décisive à Gholamreza Rezaei (en), en lançant le ballon à la main dans la moitié de terrain de l'adversaire lors d'un match face au Tractor Sazi (victoire 2-1) le 21 novembre 2014. 
En janvier 2016, il tente une nouvelle fois de rallier le Persépolis pendant le mercato hivernal, mais son transfert échoue au dernier moment. Il quitte finalement le Naft à la fin de la saison 2015-2016. 

#### En sélection

##### Équipes jeunes (2010 - 2014)
Il fait partie de l'équipe d'Iran des moins de 20 ans qui prend part au championnat d'Asie des moins de 19 ans en 2010 (en), et pour laquelle il joue un match. 
Par la suite, Alireza Mansourian le convoque dans l'équipe olympique (en) pour participer aux éliminatoires (en) de la première édition du championnat d'Asie des moins de 22 ans, qui se déroulera en 2013 (en) au sultanat d'Oman. 

##### Équipe A (depuis 2014)
Le 30 décembre 2014, il fait partie de la liste des 23 joueurs iraniens sélectionnés pour disputer la coupe d'Asie en Australie. Le 4 janvier 2015, il honore sa première sélection contre l'Irak en amical. Il commence la rencontre comme titulaire, avant d'être remplacé par Mohsen Forouzan (en) deux minutes plus tard. La rencontre se solde par une victoire 1-0 des Iraniens, grâce à une réalisation de Sardar Azmoun, à la 57e minute. Durant la coupe d'Asie, il est le deuxième gardien, derrière Alireza Haghighi.
Lors du dernier tour des éliminatoires de la Coupe du Monde de 2018, il est devenu le gardien titulaire en remplacement d'Alireza Haghighi. Le 4 juin 2018, il fait partie de la liste des 23 joueurs iraniens sélectionnés pour disputer la coupe du monde en Russie.
Le 15 juin 2018, il dispute sa première rencontre de coupe du monde contre le Maroc, lors d'une victoire 1-0 des Iraniens.
Il a également réussi à arrêter le penalty de Cristiano Ronaldo, concédé par Saeid Ezatolahi, lors du dernier match du Groupe B contre le Portugal (1-1),.
Il fit également partie des joueurs iraniens sélectionnés pour disputer la Coupe d'Asie des nations 2019 organisée aux Émirats arabes unis. Gardien titulaire, il réussit à préserver ses cages inviolées jusqu'en demi-finale face au Japon (défaite 0-3). Il s'est distingué en huitièmes de finale contre Oman en repoussant un penalty dès la troisième minute de jeu, contribuant à la victoire des siens (2-0) et fut élu à cette occasion homme du match.
Appelé 34 fois en équipe nationale, il n'a encaissé que 15 buts et a réalisé 22 clean sheets (match officiel sans encaisser de but), ce qui en fait le meilleur gardien asiatique en sélection à l'heure actuelle.
Le 13 novembre 2022, il est sélectionné par Carlos Queiroz pour participer à la Coupe du monde 2022.

## Palmarès

### En club
| Persépolis Téhéran - Championnat d'Iran - Champion en 2017 et 2018 - Supercoupe d'Iran - Vainqueur en 2017 (en) et 2018 (en) - Ligue des champions d'Asie - Finaliste en 2018 |

### Distinctions personnelles
- Meilleur gardien du championnat d'Iran en 2015, 2017 et 2018
- Membre de l'équipe de l'année du championnat d'Iran en 2015, 2017 et 2018
- Joueur de la semaine des Demi-finales (matchs allers) de la Ligue des champions d'Asie 2018
- Homme du match contre l'Irak et Oman lors de la Coupe d'Asie 2019